# Cistothorus meridae
El cucarachero de Mérida o cucarachero triguero (Cistothorus meridae) es una especie de aves paseriformes de la familia Troglodytidae endémicas de Venezuela.

## Distribución y hábitat
Se encuentra únicamente en las montañas de Mérida, en el noroeste de Venezuela. Su hábitat natural son los herbazales tropicales de alta montaña.